# Acontarache somaliensis
Acontarache somaliensis är en fjärilsart som beskrevs av Emilio Berio 1976/77. Acontarache somaliensis ingår i släktet Acontarache och familjen nattflyn. Inga underarter finns listade i Catalogue of Life.